# Ni puedo ni quiero
«Ni puedo ni quiero» es como se titula la sexta canción del primer disco de Amaia Montero. Se destaca el sonido de las trompetas en la canción, lo que la hace semejante a una ranchera. Su letra habla sobre una chica que quiere olvidar a su antigua pareja, pero no puede, ni quiere porque a pesar de todo ella sigue recordándolo. El sonido final de las trompetas da lugar a "Te falta rock".
Se publicó como sencillo en Latinoamérica.

## Videoclip
Aunque se publicó como sencillo en Latinoamérica, no se ha rodado un videoclip para la canción, pero se esperaba que graben un videoclip del tema, cuando se publicase como sencillo en España, cosa que nunca llegó a ocurrir.

## Listas
| Listas (2009) | Posición |
| ------------- | -------- |
| España top 50 | 7        |
| USA Top 100   | 76       |

- Datos: Q6041786